# Radio 192
Radio 192 is een Nederlands zeezender-revivalradiostation dat bestond van 2001 tot en met 2004.

## Oprichting
Na de succesvolle Radio Veronica-revival van augustus 1999 (op 1224 kHz middengolf) wilde Ad Bouman samen met Michael Bakker van Radio Gooiland een blijvende "zeezender" met het gevoel van het Veronica van voor 31 augustus 1974 creëren.
Op 4 juli 2001 ging om 18.00 uur de tot Radio 192 (spreek uit: één-negen-twee) omgedoopte zender van Bakker de lucht in vanuit een boerderij aan de Bosdrift te Hilversum, op steenworp afstand van de oude Veronica-studio's aan het Laapersveld. De naam 'Radio 192' verwijst naar de eerste golflengte van Radio Veronica: 192 meter (ca. 1563 kHz) en het logo is een afgeleide van het oude Veronica-logo.

## Programmering
Door de herprogrammering van oude zeezenderprogramma's droeg Radio 192 actief het "zeezendergevoel" uit. Zo werden de volgende programma's uitgezonden:
- de Nationale Zaterdagmiddaggebeurtenis (de Veronica Top 40 en Tipparade van dertig jaar eerder), gepresenteerd door onder meer Peter Teekamp en Rob van Wezel
- de Adje Bouman Top Tien (ABTT)
- Sangria, gepresenteerd door Bruno de Vos
- Flashback, met herhalingen van historische programma's
- Ook goeiemorgen, doordeweeks met Michael Bakker en op zaterdag met René van den Abeelen
- Koffietijd
- Men vraagt en wij draaien, met Mark Bodegraven
- Goud van Oud
- Muziek terwijl u werkt

Alsmede nieuwe programma's:
- Club Mi Amigo, met Martien Engel en Ferry Eden
- Club 192, met Sieb Kroeske en Rob van Wezel en Mark Bodegraven en Ron van de Meer ( Ronald Richel)
- The Roaring Sixties, met Ton Wibier en Jan Hariot
- Popcorn, met Theo Dumoulin
- De Jaap Jansen Show
- de Deutsche Top Dreißig, als grap bedacht, doch algemeen beschouwd als een hoogtepunt van 2004. Uitgezonden op 9 april 2004, door Rob van Wezel
- Jomanda
- Nuggets, met Tricky Dicky

## Speciale acties
- Uitzending vanaf het schip de Norderney, samen met Radio Maeva (mei 2002)
- Uitzending vanaf de Minerva vanaf de Noordzee (31 augustus 2002)
- The Cats Day rechtstreeks vanuit Volendam (28 juni 2002)
- Start van het derde jaar Radio 192: Ron Bisschop opent het eerste uur van 5 juli 2003 met een nachtelijke uitzending
- De Top 10.000 (30 november tot 1 december 2003)
- Uitzending vanaf de Scheveningse pier (Ben Cramer zong er "192 op FM")
- Radio Noordzee Internationaal-week (18-25 april 2004) met onder anderen Hans Hogendoorn, Nico Steenbergen en John de Mol sr.

## Einde van de zender
De zender groeide voorspoedig en was in 2003 op zijn hoogtepunt, te horen op 95% van de Nederlandse kabelfrequenties en op de 1332 kHz-middengolfzender.
Toen echter de zender werd afgewezen voor een FM-frequentie tijdens de etherfrequentie-veiling van 2003 ("Zerobase") werd het moeilijk het hoofd boven water te houden. Oorspronkelijk zou Radio 192 direct zijn uitzendingen staken indien de uitslag negatief zou uitvallen, omdat het bedrijfsplan niet voorzien had in een kabelradiostation. Op 1 juni gingen de nieuwe frequenties in en verloor Radio 192 officieel de 1332 kHz-zender. Nozema wilde echter wel een oogje toeknijpen en voorlopig de zender aan laten staan, maar het duurde slechts een dag voordat een derde partij (Ruud Poeze) hierover een klacht indiende en de middengolfzender alsnog uit werd gezet.
Dj's werden weggekocht door het (her)startende Veronica 103 FM (Ferry Maat, Bruno de Vos, Ron Bisschop, Luc van Rooij en Peter Teekamp) of hielden er gewoon mee op. Er werd nog gehoopt dat Radio 192 ook betrokken zou worden bij de 'Veronica 103'-deal van Sky Radio, of dat John de Mol sr. tijdens de RNI-week een donatie zou doen, maar dit gebeurde niet.
Toen bleek dat Ad Bouman zijn aandeel had verkocht aan de investeerders Henk van Ommen en Paul Montfroy, maar deze directieleden zich vrijwel niet lieten zien, en de zender de kabeldistributie niet meer kon betalen, ging Radio 192 op 5 augustus 2004 uiteindelijk ter ziele.
Er was hierna gedurende korte tijd nog een Radio 192 op de Astra1-satelliet te horen met een non-stopprogramma inclusief jingles uit het Radio 192-pakket. Wie dit programma uitzond is onbekend; het zou gaan om een test-uitzending.
Via internet is tegenwoordig via www.192radio.nl de zender 192 Radio te beluisteren. Deze uitzendingen worden verzorgd door Stichting Norderney.

## Radio Mi Amigo 192
Op 1 april 2004 verkondigde Martien Engel – die op Radio 192 het programma Club Mi Amigo presenteerde – dat Sylvain Tack, eigenaar van Radio Mi Amigo tussen 1973 en 1978, Radio 192 had overgenomen. Uiteindelijk bleek dit een 1 aprilgrap die de aanzet vormde voor het internetradiostation Radio Mi Amigo 192 op 5 maart 2005. Hierop waren onder anderen Martien Engel, Michael Bakker, Jaap Jansen, Jan Hariot te horen.
Sieb Kroeske, Marianne van Sinderen, Gudo Leuven, Marion Bakkum, Theo Dumoulin en Rob van Wezel gingen echter onder leiding van Ad Bouman aan de slag bij het internetstation Laserradio. Daarnaast startte Bouman het internetstation Veronica 192, dat non-stop muziek van voor 1976 draait.